# Yvan Neyou
Yvan Neyou Noupa, född 3 januari 1997, är en kamerunsk fotbollsspelare som spelar för spanska Leganés.

## Klubbkarriär
Neyou började spela fotboll i Clairefontaine. Därefter spelade han som ung för AJ Auxerre och 2016 gick han till Sedan. Neyou debuterade för Sedan i Championnat National den 27 maj 2016 i en 3–0-förlust mot Châteauroux, där han blev inbytt i den 70:e minuten mot Rudy Camacho.
I januari 2017 värvades Neyou av Ligue 2-klubben Laval. Neyou gjorde sin Ligue 2-debut den 10 februari 2017 i en 1–1-match mot Red Star, där han blev inbytt i den 64:e minuten mot Romain Bayard.
Den 31 augusti 2018 värvades Neyou av portugisiska Braga. Han spelade åtta matcher och gjorde två mål för reservlaget i LigaPro under säsongen 2018/2019 då de blev nedflyttade till Campeonato de Portugal. Säsongen 2019/2020 spelade Neyou 14 matcher i Campeonato de Portugal.
Den 10 juli 2020 lånades Neyou ut till Saint-Étienne på ett låneavtal över säsongen 2020/2021. Han debuterade den 24 juli 2020 i finalen av Coupe de France 2019/2020 mot Paris Saint-Germain som Saint-Étienne förlorade med 1–0. Den 18 november 2020 utnyttjade Saint-Étienne en köpoption i låneavtalet och värvade Neyou på ett kontrakt fram till 2024.
Den 31 augusti 2022 lånades Neyou ut till spanska Segunda División-klubben Leganés på ett säsongslån. Den 1 augusti 2023 skrev han sedan på ett tvåårskontrakt med klubben.

## Landslagskarriär
Neyou debuterade för Kameruns landslag den 4 juni 2021 i en 1–0-vinst över Nigeria, där han blev inbytt i den 74:e minuten mot Martin Hongla. I december 2021 blev Neyou uttagen i Kameruns trupp till Afrikanska mästerskapet 2021.